# Pseudophaio rosenbergi
Pseudophaio rosenbergi là một loài bướm đêm thuộc phân họ Arctiinae, họ Erebidae.